# أوسامو سايتو
أوسامو سايتو (باليابانية: 斎藤修) هو مجدف ياباني، ولد في 12 يونيو 1938 في أوساكا في اليابان.

## وصلات خارجية
- أوسامو سايتو على موقع الاتحاد الدولي للتجديف (الإنجليزية)
- أوسامو سايتو على موقع اللجنة الأولمبية الدولية (الإنجليزية)
- أوسامو سايتو على موقع أوليمبيديا (الإنجليزية)